# Jakob Bach (Dombaumeister)
Jakob Bach von Ettlingen, auch Jacob von Etlingen, (* im 15. Jahrhundert; † kurz vor dem 17. Oktober 1534 in Frankfurt am Main) war ein deutscher Architekt und von 1499 bis 1521 letzter Frankfurter Dombaumeister des Mittelalters. Unter seiner Leitung wurde der Bau des Domturmes 1514 nach einer Bauzeit von 99 Jahren abgeschlossen.

## Leben und Werk

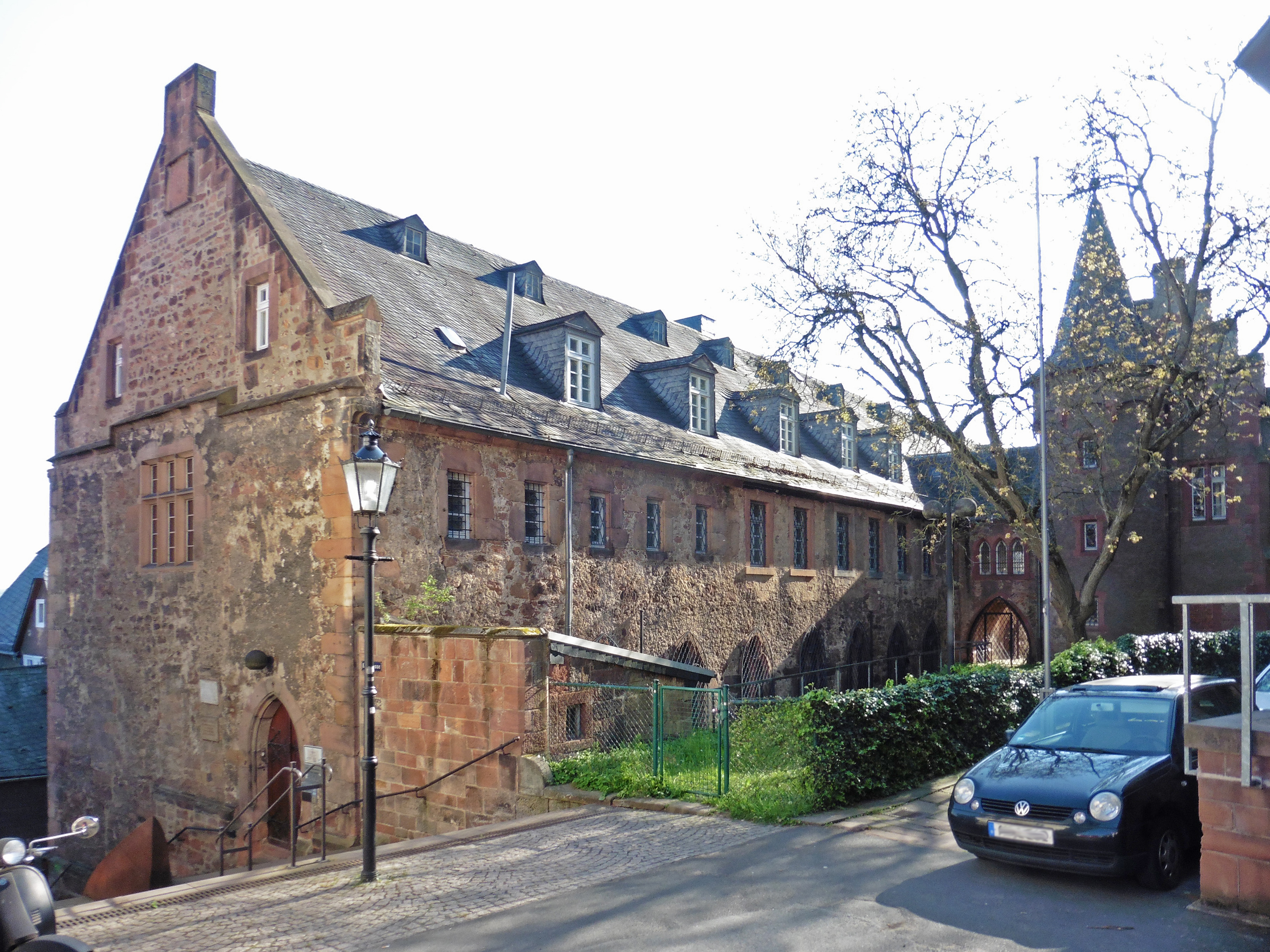
Das Kugelhaus in Marburg von 1491

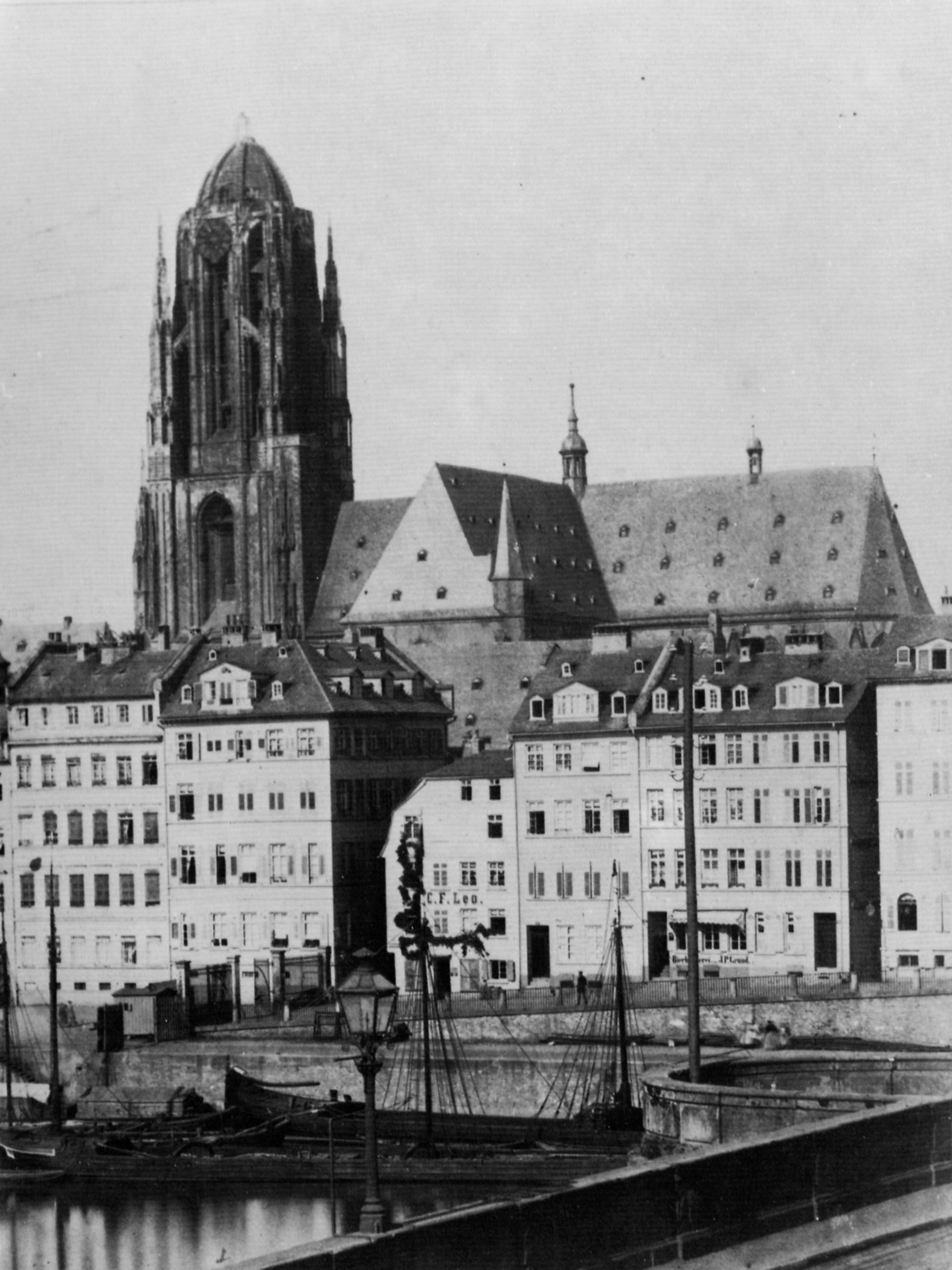
Der Frankfurter Domturm vor 1867, in der von Jakob Bach abgeschlossenen Form

Jakob Bach stand,  bevor er nach Frankfurt kam,  einige Zeit im Dienst des Landgrafen Philipp von Hessen. Er selbst nannte sich Jacob von Etlingen, obwohl sein Familienname dreimal schriftlich bezeugt ist. 1491 errichtete er das Marburger Kugelhaus. Auf Empfehlung des Kurfürsten Friedrich von der Pfalz, der Stadt Worms sowie des Bistums Worms nahm Jakob als noch junger Mann in Frankfurt eine Tätigkeit als Baumeister auf. So arbeitete er von 1492 an vermutlich als Parlier beim Dombau in Frankfurt, den zu dieser Zeit Nikolaus Queck leitete. Als Queck 1497 wegen Auseinandersetzungen mit dem Rat nicht nach Frankfurt zurückkehrte, übernahm Bach die Bauleitung. Am 21. Oktober 1499 erhielt er den Dienstbrief des Rates mit der Bestellung zum Werkmeister.
Der 1415 begonnene Domturm hatte zu dieser Zeit eine Höhe von etwa 56 Metern erreicht, etwa in Höhe der Zifferblätter der Turmuhr. Zur Fertigstellung des „Achtortes“ (Oktogon) fehlten noch 26 Schuh bis zum Dach. Aus Geldmangel und wegen Streitigkeiten zwischen dem Rat der Stadt und dem Kapitel des Bartholomäusstiftes kam der Bau nur langsam voran; zeitweise wurden nur Sicherungsarbeiten ausgeführt, weil der Turm sich gesetzt hatte. 1504 entschied der Rat, den Turmbau fortzusetzen, und zwar nach dem ursprünglichen, vermutlich von Madern Gerthener stammenden Plan, der eine Kuppel mit Laterne vorsah. Bachs Vorgänger hatte 1495 einen geraden Turmabschluss vorgeschlagen.
Am 27. Juli 1507 erneuerte der Rat den Vertrag mit Bach und ernannte ihn zum obersten Werkmeister auf Lebenszeit, mit einem jährlichen Gehalt von 30 Gulden. Zugleich erhielt er die Aussicht, als Nachfolger von Wigel Sparre auch Stadtbaumeister zu werden. 1508 war die Turmkuppel im Wesentlichen vollendet. Der Weiterbau unterblieb aus Geldmangel. Jakob erhielt die Erlaubnis, in den Jahren 1509 bis 1511 für den Grafen von Nassau den Turm der Pfarrkirche St. Mauritius in Wiesbaden zu errichten. 
Auch 1511 ruhte der Weiterbau des Domturmes aus Mangel an Geld und Personal; im Bürgermeisterbuch heißt es „Nomme Geld, nomme Gesellen, hie ist nichten.“ Erst am 23. Juni 1513 erging der Auftrag des Rates an Jakob, nunmehr „das wachthaus vollen ussmachen ...und alsdann nach dem beschloss den Kran abtun und stil stehn.“ 1514 endeten mit dem Ausbau der Kuppel zur Turmwächterwohnung die Bauarbeiten am nunmehr 72,50 Meter hohen Domturm. In dieser Form bestand der Turm über 350 Jahre. Erst beim Wiederaufbau nach dem Brand vom 15. August 1867 erhielt er die ursprünglich vorgesehene Spitze.
1518/19 baute Bach in Darmstadt Bollwerke, 1519 reiste er im Auftrag des Frankfurter Rates nach Straßburg, um die dortigen Befestigungsanlagen zu studieren. 1521/22 baute er für die Grafen von Königstein an der Festung Königstein. Von seinem Frankfurter Amt ließ er sich für drei Jahre beurlauben und trat in die Dienste des Landgrafen von Hessen. 1524 besserte er Hochwasserschäden an den Pfeilern der Heidelberger Neckarbrücke aus. 1531 bat er den Frankfurter Rat, ihm doch endlich die versprochene Stadtbaumeisterstelle zukommen zu lassen. Der Rat wies die Bitte jedoch „freundlich“ wegen seines Gesundheitszustandes ab. Bach starb kurz vor dem 17. Oktober 1534.
Bach bewohnte in Frankfurt den Kartäuserhof in der Fahrgasse. Er war zweimal verheiratet. Aus der ersten, vor 1503 in Frankfurt geschlossenen Ehe mit Kathrina, Tochter des Metzgers Heinrich Herbstein, stammten ein Sohn Hans (1531 Bürger, † 1537) und die Tochter Margarethe (1523 mit dem Türmer auf St. Katharinen Debold Wagner verheiratet). Um 1525 heiratete er in zweiter Ehe Elsa Arnold, mit der er ebenfalls zwei Kinder hatte: Margarethe  (II.) und Ludwig. Wegen ihrer Untreue hatte Bach allerhand Scherereien mit dem Rat, der ihn 1526 bewog, sie wieder bei sich aufzunehmen, und mit seiner Zunft. Eine 1526 erwähnte psychische Erkrankung Bachs kann mit diesen Vorfällen zusammenhängen. 1534 griff sein Sohn Hans aus erster Ehe die Stiefmutter tätlich an und verletzte sie, weil der Vater sie als Erbin eingesetzt hatte. Aus dem ererbten Vermögen erwarb die Witwe 1536 das Frankfurter Bürgerrecht und wohnte weiterhin im Kartäuserhof, wo sie 1542 erwähnt wird.